# Вінченцо Монтелла
Вінче́нцо Монте́лла (італ. Vincenzo Montella; 18 червня 1974, Кастелло-ді-Чистерна) — італійський футболіст, нападник. По завершенні ігрової кар'єри — футбольний тренер.

## Клубна кар'єра
Вихованець футбольної школи клубу «Емполі». Дорослу футбольну кар'єру розпочав 1990 року в основній команді того ж клубу, в якій провів п'ять сезонів, взявши участь у 51 матчі чемпіонату.
Згодом з 1995 по 1999 рік грав у складі команд клубів «Дженоа» та «Сампдорія».
Своєю грою за останню команду привернув увагу представників тренерського штабу клубу «Рома», до складу якого приєднався 1999 року. Відіграв за «вовків» наступні вісім сезонів своєї ігрової кар'єри. Більшість часу, проведеного у складі «Роми», був основним гравцем атакувальної ланки команди. У складі «Роми» був одним з головних бомбардирів команди, маючи середню результативність на рівні 0,46 голу за гру першості. За цей час виборов титул чемпіона Італії, ставав володарем Кубка Італії.
Протягом 2007–2008 років на умовах оренди захищав кольори англійського «Фулхема» та «Сампдорії».
Завершив професійну ігрову кар'єру у клубі «Рома», до якого повернувся з оренди 2008 року, захищав кольори команди до припинення виступів на професійному рівні у 2009.

## Виступи за збірну
1999 року дебютував в офіційних матчах у складі національної збірної Італії. Протягом кар'єри у національній команді, яка тривала 7 років, провів у формі головної команди країни 20 матчів, забивши 3 голи. У складі збірної був учасником чемпіонату Європи 2000 року у Бельгії та Нідерландах, де разом з командою здобув «срібло», а також невдалого для італійців чемпіонату світу 2002 року в Японії і Південній Кореї.

## Кар'єра тренера
Розпочав тренерську кар'єру відразу ж по завершенні кар'єри гравця 2009 року, увійшовши до тренерського штабу клубу «Рома», де спочатку тренував одну з юнацьких команд, а у лютому-травні 2011 року виконував обов'язки головного тренера.
Перед початком сезону 2011-12 був призначений очільником тренерського штабу команди клубу «Катанія».
З червня 2012 року очолював футбольний клуб «Фіорентіна».
З 2015 по 2016 року був головним тренером «Сампдорії».
2016 року очолив «Мілан», з яким пропрацював рік.
28 грудня 2017 року підписав контракт з іспанською «Севільєю». Проте ще до завершення сезону 28 квітня 2018 року був звільнений через незадовільні результати.
10 квітня 2019 року знову очолив тренерський штаб «Фіорентіни», команди, яка довгий час була серед лідерів італійського футболу, але на момент другого приходу Монтелли на її тренерський місток боролася за збереження місця у Серії A. Під керівництвом нового тренера «фіалки» свої результати суттєво не покращили, проте завершили сезон 2018/19 на 16-му місці, набравши на три очки бтльше за «Емполі», який фінішував на дві позиції нижче і своє місце у футбольній еліті країни не зберіг. Тренер продовжив роботу з флорентійською командою, утім першу половину сезону 2019/20 вона також провела дуже невдало, і після поразки 1:4 від «Роми» 20 грудня 2019 року Монтеллу було звільнено.
| Дата       | Місто     | Господарі   | Результат | Гості                | Турнір             | Голи | Примітки |
| ---------- | --------- | ----------- | --------- | -------------------- | ------------------ | ---- | -------- |
| 5-6-1999   | Болонья   | Італія      | 4 – 0     | Уельс                | Відбір до ЧЄ 2000  | -    | 46'      |
| 13-11-1999 | Лечче     | Італія      | 1 – 3     | Бельгія              | товариський матч   | -    | 68'      |
| 23-2-2000  | Палермо   | Італія      | 1 – 0     | Швеція               | товариський матч   | -    | 45'      |
| 3-6-2000   | Осло      | Норвегія    | 1 – 0     | Італія               | товариський матч   | -    | 76'      |
| 19-6-2000  | Ейндговен | Італія      | 2 – 1     | Швеція               | ЧЄ 2000 - 1-й етап | -    |          |
| 2-7-2000   | Роттердам | Франція     | 2 – 1     | Італія               | ЧЄ 2000 - Фінал    | -    | 86'      |
| 11-10-2000 | Анкона    | Італія      | 2 – 0     | Грузія               | Відбір до ЧС 2002  | -    | 83'      |
| 24-3-2001  | Бухарест  | Румунія     | 0 – 2     | Італія               | Відбір до ЧС 2002  | -    | 86'      |
| 28-3-2001  | Трієст    | Італія      | 4 – 0     | Литва                | Відбір до ЧС 2002  | -    | 69'      |
| 25-4-2001  | Перуджа   | Італія      | 1 – 0     | ПАР                  | товариський матч   | 1    |          |
| 2-6-2001   | Тбілісі   | Грузія      | 1 – 2     | Італія               | Відбір до ЧС 2002  | -    | 79'      |
| 27-3-2002  | Лідс      | Англія      | 1 – 2     | Італія               | товариський матч   | 2    | 46'      |
| 17-4-2002  | Мілан     | Італія      | 1 – 1     | Уругвай              | товариський матч   | -    | 46'      |
| 18-5-2002  | Прага     | Чехія       | 1 – 0     | Італія               | товариський матч   | -    | 46'      |
| 13-6-2002  | Ойта      | Мексика     | 1 – 1     | Італія               | ЧС 2002 - 1-й етап | -    | 56'      |
| 7-9-2002   | Баку      | Азербайджан | 0 – 2     | Італія               | Відбір до ЧЄ 2004  | -    | 58'      |
| 12-10-2002 | Неаполь   | Італія      | 1 – 1     | Сербія та Чорногорія | Відбір до ЧЄ 2004  | -    | 46'      |
| 16-10-2002 | Кардіфф   | Уельс       | 2 – 1     | Італія               | Відбір до ЧЄ 2004  | -    | 70'      |
| 17-11-2004 | Мессіна   | Італія      | 1 – 0     | Фінляндія            | товариський матч   | -    | 46'      |
| 9-2-2005   | Кальярі   | Італія      | 2 – 0     | Росія                | товариський матч   | -    | 46'      |
| Усього     |           | Матчів      | 20        |                      | Голів              | 3    |          |

## Титули та досягнення

### Гравець
- Чемпіон Італії (1):

«Рома»: 2000-01
- Володар Суперкубка Італії з футболу (2):

«Рома»: 2001, 2007
- Володар Кубка Італії (1):

«Рома»: 2006-07
- Віце-чемпіон Європи: 2000

### Тренер
- Володар Суперкубка Італії з футболу (1):

«Мілан»: 2016